# 溝呂木世蘭
溝呂木 世蘭（みぞろぎ せらん、1997年4月22日 - ）は、日本の女性アイドル、タレント、女優。TiiiMOおよびTiiigirlの元メンバー。Cheeky Paradeの元メンバー。E☆Trapsの元メンバー。東京都出身。WorldCode所属。

## 略歴
- 2006年12月、「avex audition 2006」に合格。以前からジュニアモデルなどとして活動。
- 2007年3月、「E☆Traps」として、「EIYO!」でCDデビュー[2]。
- 2009年、第1回「ダンス・スタイル・キッズ・モデル」オーディションに合格[3]。第1期生となる。
- 2010年4月、「avex アイドルオーディション2010」2次予選通過。
- 2011年6月12日、iDOL Streetの第2期生（「ストリート生」）として活動開始。
- 2012年2月19日、ストリート生から選抜された「Cheeky Parade」のメンバーとなる。
- 2013年1月9日、Cheeky Paradeとして、シングル「BUNBUN NINE9’」でメジャーデビュー。
- 2014年2月1日、雑誌『Popteen』のレギュラーモデルとなる[4][動画 2]。
- 2015年5月30日、「@JAM EXPO 2015」のオフィシャルナビゲーター期間限定ユニット「晏美蘭（あんみらん）」のメンバーに選抜され、初お披露目される[注 1]。
- 2017年5月19日、溝呂木世蘭と小鷹狩百花が6月9日の定期ライブ『Cheeky Parade LIVE LIVE LIVE! Vol.5』をもって活動終了すると公式サイト上で発表された[6]。
- 6月9日、渋谷WOMBにて行われた『Cheeky Parade LIVE LIVE LIVE! Vol.5』をもって溝呂木世蘭と小鷹狩百花がCheeky Paradeのメンバーとしての活動を終了[7]。同日付でエイベックス・マネジメントとの契約も終了した[8]。
- 2018年11月16日、「TiiiMO」に加入することを発表。12月1日に正式加入[9]。
- 2019年2月19日、「TiiiMO」の女性メンバーのみからなるユニット「Tiiigirl」に参加[10][11]。
- 2019年9月2日、Cheeky Parade時代に同僚だった小鷹狩百花とYouTubeチャンネル「ももらんちゅーぶ」を開設[動画 1]。
- 2019年10月1日、9月30日をもって「TiiiMO」および「Tiiigirl」から脱退したことが発表された[12]。
- 2022年1月23日、高嶋菜七（元東京パフォーマンスドール）、渡邉幸愛（元SUPER☆GiRLS）とともに、YouTubeチャンネル「ひふみよ。1234」を開設している。（2023年12月現在、YouTubeチャンネルはアカウント閉鎖。各種SNSは削除済。）
- 2022年2月4日、所属事務所をWorldCodeに移籍[1]。

## 人物
2006年から、エイベックス・アーティストアカデミーで歌などのレッスンを受ける。「avex アイドルオーディション2010」を紹介された際、当初はアイドルとしての自分が想像できず戸惑ったという。Cheeky Paradeの渡辺亜紗美や鈴木真梨耶とは、iDOL Street所属以前からレッスンを共にしてきた間柄。
命名について、当初は「みらん」が候補だったが、「みぞろぎ」と響きが重なるため、改めて好ましい響きを検討した結果「せらん」に決まったという。
「お団子ヘアー（ツインテール）」になることが多く、これは溝呂木の特に好きな動物であるクマをイメージしたもの。
憧れのファッションモデルは西川瑞希。好きな食べ物は焼肉、チョコレート。動物と触れ合うことに幸せを感じるという。
現在、配信アプリPocochaやTikTok Live等でライバー活動している傍ら海外留学中。

## 出演

### ショー・イベント
- 「バイク王」CM記者発表イベント
- 名古屋パルコリニューアルイベントゲスト
- 大阪阪急キッズイベントゲスト
- お台場サンウォーク ファッションショーモデル
- 立川伊勢丹 キッズファッションショーモデル
- フジテレビ×パルコ キッズファッションショーモデル
- バンダイファッションショーモデル
- 全日本理美容コンテスト ヘアショーモデル
- 六本木ヴェルファーレ キッズファッションショーモデル
- 二子玉川髙島屋キッズ ファッションショーモデル
- お台場サンウォーク ファッションショーモデル

### 雑誌
- ダンス・スタイル・キッズ[3]
- オシャレ魔女♥ラブandベリー オフィシャルブックモデル
- 小学一年生読者モデル
- 小学二年生読者モデル
- 小学三年生読者モデル
- 小学四年生読者モデル
- 小学五年生読者モデル
- 小学六年生読者モデル
- おしゃれ魔女っ子クラブ
- お台場サンウォークフリーペーパーモデル
- BADBOY ネットモデル
- セレクトショップ「エミー」 カタログモデル
- キッズスタイル 第1期専属モデル
- バナナチップス カタログモデル

### CM・広告
- バンダイ「Yes!プリキュア5 GoGo! リズムで GoGo!ミルキィノート」
- モスフードサービス「モスバーガー」

### テレビ
- おはYO!E-TRAP（テレビ東京）
- GO♪ GO♪ E-TRAP（テレビ東京）
- ぶちぬき「小悪魔ちゃんコンテスト」（テレビ東京）
- プリティ・キッズ（テレビ東京）
- さんまのSUPERからくりTV「棟梁のお悩み相談塾」（TBS・Japan News Network）
- 時々迷々 第4話「働かざる者」（Eテレ） - マリア 役

### DVD
- オシャレ魔女♥ラブandベリー ダンスコレクション

### WEB
- hanaガール（2012年11月10日 - 、hanaガール事務局） - モデル[21][22]
- @JAM応援宣言!『@JAM THE WORLD』（2014年11月3日 - 2017年6月5日、DeNA） - MC

### 舞台
- SUPER☆GiRLS 〜超絶☆歌劇団〜 旗揚げ公演「回想GiRLS」（2012年9月15日 - 22日、東京タワーフットタウン）[23]
- 超絶☆歌劇団 2013『SUPER☆WORLD 〜彼女達の冒険〜』（2013年11月5日、DDD青山クロスシアター） - 日替わりエンビー 役
- 超絶☆歌劇団 2015『SUPER☆WORLD RETURNS 〜彼女達の冒険〜』（2015年2月11日 - 15日、DDD青山クロスシアター） - 勇者 役（〇チーム）[24]
- Girls Street Theater 2015『座・花御代コンチェルト』（2015年11月7日 - 15日、CBGKシブゲキ!!） - アロエ 役（すみれ組）[25][動画 4]
- オムイズム vol.1 『ファミレス』（2018年9月20日 - 24日、中目黒ウッディシアター） - ダブルキャスト